# Протесты в Грузии (2021)
Протесты в Грузии (2021) — массовые антиправительственные выступления, которые начались 14 октября 2021 года. Их участники требовали освобождения Михаила Саакашвили — бывшего президента, который вернулся из эмиграции и тут же был арестован. Также проводились акции против досрочного освобождения экс-президента.

## Хронология

### 14 октября
Первая протестная акция, митинг в центре Тбилиси, была организована партией «Единое национальное движение». В ответ начали организовывать свои акции противники Саакашвили; в связи с этим наблюдатели отмечают, что протесты 2021 года раскололи грузинское общество. 

### 16 октября
У резиденции Бидзины Иванишвили состоялась акция в поддержку Саакашвили с требованиями освобождения экс-президента. Трое сторонников Саакашвили были задержаны. А около тюрьмы проводилась акция против экс-президента, а вслед прошла акция сторонников. 

### 17 октября
По инициативе Нане Какабадзе начался сбор подписей против освобождения Саакашвили. Состоялась акция около пенитенциарного учреждения №12 в Рустави против освобождения экс-президента.

### 18 октября
Оппозиционные активисты провели митинг перед зданием правительства Грузии.